# Fédération slovène de handball
La fédération slovène de handball (slovène : Rokometna zveza Slovenije). Elle affiliée à la fédération européenne de handball (EHF) et à la fédération internationale de handball (IHF). La fédération est dirigée par Franjo Bobinac et fut fondé en 1949.

## Histoire
La fédération slovène de handball a été fondée en 1949, elle était alors une section de la fédération yougoslave de handball qui prenait en charge les clubs se situant en République socialiste de Slovénie et les compétitions au niveau régional se déroulant en République socialiste de Slovénie.
Après l'indépendance de la Slovénie en 1991, la fédération eut plus de pouvoir notamment le fait de pouvoir fonder une équipe nationale ou encore de pouvoir inscrire des clubs en Coupe d'Europe.

## Présidents
- Vlado Žorž
- Ignac Bajcar
- Stanko Toš
- Božo Strman
- Krešo Petrovič
- Martin Brilej
- Miha Jezeršek
- Franc Plaskan
- Viktor Pogorelc
- Igor Makovec
- Milan Zupančič
- Zoran Janković (1996-2004)
- Marjan Sedej
- Žiga Debeljak[1]